# Theaternacht Hamburg
Die Theaternacht Hamburg (vormals Hamburger Theaternacht) ist eine Gemeinschaftskooperation von Hamburger Theatern zur Eröffnung der Theatersaison, zu der sich nahezu alle privaten und staatlichen Hamburger Bühnen eine Nacht lang präsentieren. Die Veranstaltungsreihe existiert seit 2004 und wird vom Verein Hamburger Theater e.V. organisiert.

## Teilnehmende Theater (2017)
- Allee-Theater
- Alma Hoppes Lustspielhaus
- Altonaer Theater
- Das Schiff
- Deutsches Schauspielhaus
- Delphi Showpalast
- die 2te Heimat
- Die Burg - Theater am Biedermannplatz
- Elbarkaden Lounge
- Ernst Deutsch Theater
- First Stage Theater
- Hamburger Kammerspiele
- Hamburgische Staatsoper / Hamburg Ballett
- Imperial Theater
- Junges Schauspielhaus
- Kampnagel
- Kellertheater Hamburg
- Klabauter Theater
- Komödie Winterhuder Fährhaus
- monsun.theater
- Lichthof Theater
- Ohnsorg-Theater
- PEM Theater an den Elbbrücken
- Schmidts Tivoli / Schmidt Theater / Schmidtchen
- St.-Pauli-Theater
- Thalia Theater (Hamburg)
- Thalia in der Gaußstraße
- The English Theatre of Hamburg
- Theater an der Marschnerstraße
- Theater das Zimmer
- Theater in der Marzipanfabrik
- Theater KONTRASTE

## Teilnehmende Theater (2018)
- Allee-Theater
- Alma Hoppes Lustspielhaus
- Altonaer Theater
- das kleine Hoftheater
- Das Schiff
- Delphi Showpalast
- Die 2te Heimat
- Die BURG - Theater am Biedermannplatz
- Ernst Deutsch Theater
- First Stage
- FUNDUS THEATER
- Hamburg Ballett John Neumeier
- Hamburger Engelsaal
- Hamburger Kammerspiele
- Hamburger Puppentheater
- Hamburger Sprechwerk
- Hamburgische Staatsoper
- HoheLuftschiff
- Imperial Theater
- Kampnagel
- KELLERTHEATER
- Klabauter Theater
- Komödie Winterhuder Fährhaus
- LICHTHOF Theater
- monsun.theater
- MUT! Theater   Interkulturelles Theater Hamburg
- Ohnsorg-Theater
- Opernloft
- PEM Theater an den Elbbrücken
- Schmidtchen Theater. Reeperbahn.
- St. Pauli Theater
- Thalia in der Gaußstraße
- Thalia Theater
- The English Theatre Hamburg
- Theater an der Marschnerstraße
- Theater das Zimmer
- Theater im Zimmer
- Theater in der Marzipanfabrik

## Besonderheiten
Aus den Erlösen der Theaternacht Hamburg werden seit 2006 die Preisgelder für den Theaterpreis Hamburg – Rolf Mares finanziert, der ebenfalls vom Hamburger Theater e.V. organisiert wird. Ein Programmteil der Theaternacht Hamburg ist das Finanzierungsprojekt Hamburger Theaterbecher, dessen Erlös ebenfalls dem Theaterpreis zugutekommt. Hierbei wird gebrühter Kaffee der Hamburger Kaffeerösterei elbgold in einen einmal erworbenen Kaffeebecher ausgegeben.
Die theatralen Darbietungen finden auch abseits der Bühnen statt (in Foyers, Bars und auf einer Open-Air-Bühne am Jungfernstieg), begleitet von Aftershowparties.